# Élection gouvernorale de 2024 en Utah
L'élection gouvernorale de 2024 en Utah a lieu le 5 novembre 2024 afin d'élire le gouverneur et le lieutenant-gouverneur de l'État américain de l'Utah.
Le gouverneur sortant républicain Spencer Cox est largement réélu pour un deuxième mandat avec 55 % des voix.

## Contexte
Le gouverneur sortant républicain Spencer Cox se représente pour un second mandat. Sa lieutenant-gouverneure Deidre Henderson se représente également.

## Système électoral
Le gouverneur de l'Utah et le lieutenant-gouverneur de l'Utah sont élus pour un mandat de quatre ans au scrutin uninominal majoritaire à un tour.

## Primaire républicaine

### Candidats
- Spencer Cox, gouverneur sortant
  - colistier : Deidre Henderson, lieutenant-gouverneure sortante
- Phil Lyman, représentant de l'Utah
  - colistier : Natalie Clawson

### Résultats
| Candidat et colistier | Candidat et colistier        | Voix    | %     |  |
| --------------------- | ---------------------------- | ------- | ----- |  |
|                       | Spencer Cox Deidre Henderson | 232 164 | 54,40 |  |
|                       | Phil Lyman Natalie Clawson   | 194 639 | 45,60 |  |
|                       |                              |         |       |  |
| Total                 | Total                        | 426 803 | 100   |  |

## Primaire démocrate

### Candidats
- Brian King, représentant de l'Utah
  - colistier : Rebekah Cummings, universitaire

### Résultats
| Candidat et colistier | Candidat et colistier       | Voix    | %   |  |
| --------------------- | --------------------------- | ------- | --- |  |
|                       | Brian King Rebekah Cummings | inconnu | 100 |  |
|                       |                             |         |     |  |
| Total                 | Total                       | inconnu | 100 |  |

## Autres partis et candidats
- Tommy Williams (Parti indépendant américain)
  - colistier : Archie Williams
- J. Robert Latham (Parti libertarien)
  - colistier : Barry Short
- Tom Tomeny (Indépendant)
  - colistier : William Lansing Taylor

## Résultats
| Candidat et colistier    | Candidat et colistier             | Parti               | Voix    | %     |
| ------------------------ | --------------------------------- | ------------------- | ------- | ----- |
|                          | Spencer Cox Deidre Henderson      | Républicain         | 676 820 | 55,60 |
|                          | Brian King Rebekah Cummings       | Démocrate           | 365 971 | 30,10 |
|                          | J. Robert Latham Barry Short      | Libertarien         | 34 048  | 2,80  |
|                          | Tommy Williams Archie Williams    | Indépendant         | 22 906  | 1,90  |
|                          | Tom Tomeny William Lansing Taylor | Indépendant         | 4 695   | 0,40  |
|                          | Candidats par écrit               | Candidats par écrit | 113 332 | 9,30  |
|                          |                                   |                     |         |       |
| Votes valides            |                                   |                     |         |       |
| Votes blancs et nuls     |                                   |                     |         |       |
| Total                    | Total                             | Total               |         | 100   |
| Abstention               |                                   |                     |         |       |
| Inscrits / participation |                                   |                     |         |       |

## Analyse
Sur les 113 332 votes (9,30 % des suffrages) recueillis par des candidats par écrit, 113 043 se portent sur Phil Lyman, candidat malheureux aux primaires républicaines face à Spencer Cox, qui avait lancé sa campagne « write-in » après sa défaite le 25 juin. Les 289 voix restantes se sont portées sur l'indépendant Charlie Tautuaa.